# 蓬特德尔孔戈斯托
蓬特德尔孔戈斯托，是西班牙卡斯蒂利亚-莱昂萨拉曼卡省的一个市镇。 总面积34平方公里，总人口308人（2001年），人口密度9人/平方公里。